# Camponotus maafui
Camponotus maafui är en myrart som beskrevs av Mann 1921. Camponotus maafui ingår i släktet hästmyror, och familjen myror. Inga underarter finns listade.